# أتريب
أتريب هي جزء صغير داخل مدينة بنها والتي لا يعلم أحد عنها شيء والتي كان لها في الماضي البعيد والقريب شأن عالي حيث أنها كانت مدينة لا تقل أهميتها عن مدينة طيبة في عصر الفراعنة ولا الإسكندرية في عصر البطالمة والرومان ثم مع مرور الزمن اندفن تحت ترابها تاريخها.

## معنى كلمة أتريب
اشتقت كلمة أتريب من اللغة المصرية القديمة (الهيروغليفية) فقد كان اسمها وقتئذا «حت - حرى - إب» وقد اعتبر علماء المصريات أن معناها «قصر الإقليم الأوسط» ثم اشتق الآشورين خلال فترة حكمهم لمصر في أواخر العصور الفرعونية اسم «هاتريب» ليدل عليها أما في العصر القبطي فقد سميت «اتريبي»، أما في الأوساط العلمية المعنيه بعلوم المصريات فيطلق عليها اسم «أتريبس» وهو الاسم الذي كان يطلقه البطالمة والرومان خلال فترة حكمهم لمصر وفي بحثنا هذا فسوف نشير إليها باسمها العربي «أتريب»

## عمر مدينة أتريب
لقد تأكد علماء المصريات أن تاريخ مدينة أتريب يرجع على الأقل إلى الأسرة الرابعة من عصور الفراعنة وهي الأسرة التي أسسها الفرعون سنفرو حوالي عام 2613 قبل الميلاد وهذا يعني أن تاريخ أتريب يرجع إلى ما لا يقل عن 4500 سنة من الآن.
أما مكان أتريب في التقسيم الإداري للدلتا في تلك الحقبة من الزمان، فقد قسم قدماء المصريين الدلتا إلى عشرين مقاطعة وكان لكل مقاطعة عاصمة ورمز يدلان عليها وقد كان نصيب أتريب في هذا التقسم أن كانت عاصمة للمقاطعة العاشرة، أما رمز المقاطعة فكان الثور الأسود ويطلق عليه أيضا الثور الأسود العظيم (kem-wer) باعتباره أحد أشكال الإله حورس معبود أتريب المفضل.

## المركز الديني لأتريب في العصور الوسطى
عبد المصريون القدماء عددا كبيرا من الآلهة وكان لكل مدينة أو مقاطعه معبودها المفضل وبالنسبة لأتريب بوصفها عاصمة المقاطعة العاشرة أو المقاطعة الاتريبية كما كان يطلق عليها فإن معبودها المفضل كان هو الإله حورس.
والآله حورس هو ابن الآلهين إيزيس وأوزوريس وقد كانو يعبدونه في صور شتى تاره على صوره طفل وله خصلة شعر وأصبعه في فمه دلاله على أنه لا يزال في طفولته وتارة على صورة شاب له رأس صقر أو طائر مقدس دلالة على أنه في مرحلة الرجولة والشباب.

## أتريب في الأسرات المصرية القديمة
- الأسرة الثانية عشر (1991 - 1780 ق. م)

عثر في أتريب على تمثال من الجرانيت ارتفاعه 63.5 سم وليس عليه نقوش ولكن الدراسة أثبتت أنه يرجع للأسرة الثانية عشر والتمثال من مقتنيات المتحف البريطاني.
- الأسرة الثالثة عشر (1786 - 1633 ق. م)

عثر في أتريب على لوحه حجرية للفرعون «سعنخ - تاوى - سخم كارع» على شكل صقر متوج وهو يتسلم قربانا من إله النيل واللوحة لأمير يدعى مرى رع وهي من مقتنيات المتحف البريطاني.
- الأسرة الثامنة عشر (1575 - 1308 ق.م)

ساهمت أتريب مساهمة فعالة في الفنون المعمارية الضخمة التي اتسمت بها الأسرة الثامنة عشر من خلال نبوغ وعلو قدر أحد أحد أبناء مدينة أتريب وهو أمنحتب بن حابو والذي يعتبره علماء المصريات أهم شخصيه مدنية تتبؤ مكانا مرموقا في الأسرة الثامنة عشر.
أمنحتب بن حابو الأتريبي
بالرغم من أن هذه الأسرة تزخر بمجموعة من أشهر فراعنة مصر أمثال
أحمس الأول وحتشبسوت وتحتمس الثالث وأمينوفيس الثالث وإخناتون وتوت عنخ أمون إلا أن أعظمهم في فن المعمار لضخامته هو الفرعون أمنوفيس الثالث " 1425 - 1375 " ق.م. ويطلق عليه أيضا أمنحتب الثالث منشئ معبد الأقصر الرائع وبهو الأعمدة بمعبد الكرنك وطريق الكباش بين معبدي الأقصر والكرنك وتمثالا ممنون وقصره بمدينة هابي بالضفة الغربية للأقصر وتماثيله الضخمة وجميع منشآت المعمار العظيمة ورائها الساعد الأيمن لأمينوفيس الثالث والمسؤل الأول بتصميمها وإنشائها هو أمنحتب بن حأبو الأتريبي وفي ذلك يقول:
" لقد نصبني الفرعون مديرا لأعماله في محجر الجبل الأحمر بالقرب من
عين شمس فنقلت تمثاله الضخم الذي كان يمثل صوره لجلالته بكل دقة فنية وقد أحضرته من عين شمس الشمالية إلى عين شمس الجنوبية " يقصد طيبة " وهو لا يزال الآن مكانه وقد حباني سيدي فسمح لي بإقامة تمثالي هذا في معبد آمون لأنه يعلم أنني ملك يده إلى الأبد"
معبد أتريب: لاحظ علماء المصريات أنه بالرغم من مشاغل أمنحتب ومسؤلياته الضخمة في طيبة وغيرها فإنه كان شديد الوفاء لمسقط رأسه مدينة أتريب في الشمال وقد تميز هذا الوفاء بأسلوب عملي بأن طلب من الفرعون القيام بإنشاءات معمارية في مدينة أتريب وقد استجاب الفرعون ووافق على إنشاء معبد لعبادة إله المنطقة «حورس - خنتى - ختى» وقد عثر في حفائر في أتريب على قطعة أثرية تحمل اسم أمينوفيس الثالث ويعتقد أنه كان جزء من حائط المعبد.
وقد أعطى الفرعون لأمنحتب بن حأبو لقبا شرفيا وهو «رئيس كهنة أتريب» وقد ساوى مستر برستيد أحد علماء المصريات الإنجليزيين هذا اللقب بلقب لورد ولذلك أطلق عليه اسم أمنحتب بن حابو لورد أتريب.
- الأسرة التاسعة عشر (1308 - 1200 " ق.م)

رمسيس الثاني هو أشهر فراعنة مصر جميعها ففي طوال حكمه لمصر على مدى 67 سنة سواء في شبابه أو في كهولته قام بالعديد من الفتوحات العظيمة والمنشآت الكثيرة المتنوعة على طوال الوادي من جنوبه في النوبة إلى أقصى الشمال في الدلتا.
أما منشأته في أتريب فقد اندثرت جميعها بفعل الزمن وبسبب طبيعة الأرض الرخوه إلا أنه أمكن الاستدلال عليها مما أمكن العثور عليه من بقاياها وأهمها ما يلي:
مسلتان في أتريب ففي عام 1937 تمكنت البعثة الألمانية أثناء حفرها في تلال أتريب من العثور على قاعدة من الجرانيت لمسلة منسوبة إلى رمسيس الثاني ثم عثرت على جزء من المسلة ذاتها.
أما المسلة الثانية فقد عثر على قاعدتها وجزء منها في بعض المباني المعمارية بمدينة الفسطاط عاصمة مصر لاستخدامها في بناء المدينة في القرن السابع الميلادي وقد وجد مدونا على القاعدة معلومات عن رمسيس الثاني وكذلك عن معبود أتريب «حورس -خنتى -ختى»، أن إحدى قطعتي المسل موجودة حاليا في متحف برلين بألمانيا أما الأخرى مع قاعدتي المسلتين فموجودة بالمتحف المصري.
معبد رمسيس الثاني: أن العثور على بقايا هاتين المسلتين يشير إلى تواجد معبد كانت هاتان المسلتان مقامان أمامه إلا أن البعثة الألمانية لم تتمكن من العثور على دليل على ذلك ولكن بعد سنوات تمكنت بعثة ليفربول من حفرياتها خلال عام 1938 من العثور على هذا الدليل وهو عبارة عن قاعدة من عمود جرانيتي لأحد أعمدة المعبد المنقوش عليها ما يدل على أنها جزء من المعبد.
كما عثرت البعثة أيضا على تمثال من الجرانيت لأسد من عهد رمسيس الثاني وهو حاليا من مقتنيات المتحف البريطاني.
لوحة حجرية لرمسيس الثاني مع ابنه الأمير مرنبتاح: في عام 1898 عثر في تلال أتريب على لوحة حجرية أودعت بالمتحف المصري وهي عبارة عن لوحه ناقصة كانت لصلابتها تستعمل في العمليات المعمارية ولكنه بعد فك رموزها أصبحت تعني لعلماء المصريات الشيء الكثير.
فعلى الوجه الأول من اللوحة يوجد رسم محفور لرمسيس الثاني وهو يقدم قربانا من الخبز إلى الإله بتاح مع وصف رمسيس الثاني بأوصافه الملكية المعتادة وقف خلفه أبنه الأمير مرنبتاح مع تدوين ألقابه وهي رئيس الجيش وحامل الأختام والمنفذ لأوامر أبيه وعلى الجانب الآخر من اللوحة يوجد منظر أن الأمير مرنبتاح يقدم القرابين للآلهه حاتحور، أما في صدر اللوحة فقد كتبت ألقاب الفرعون وألقاب الأمير مع دعوات الآلهة لإطالة العمر وأن يعم الرخاء للبلاد في عهد الفرعون.
وقد لاحظ العلماء أن تعديلات كانت قد دخلت على اللوحة تنحصر في:
- إضافة الأمير مرنبتاح وهو يقدم القرابين للآلهه.
- إزاله بعض الآلهة وإحلال غيرهم محلهم.
قطعة من حائط معبد أتريب: في عام 1938 عثرت بعثة جامعة ليفربول في حفرياتها على قطعة حجرية اعتبرت أنها جزءا من حائط معبد أتريب فقد وجد عليها صورتان محفورتان إحداهما للفرعون رمسيس الثاني وهو يقدم القرابين للآلهه والثانية لابنه الأمير مرنبتاح وهو يقوم بذات العمل.
لوحة أتريب: عثر على هذه اللوحة في «الكوم الأحمر» عام 1882 وهي عبارة عن شاهد من حجر الجرانيت الوردي ارتفاعه متران ومكتوب على وجهه شرح للحروب التي خاضها مرنبتاح ضد الأعداء القادمين من جزر البحر الأبيض المتوسط ومع الليبيين القادمين من الغرب وتقع كلمات اللوحة في 20 سطر على وجه اللوحة و 21 سطر على الوجه الآخر.
- الأسرة العشرون (1200 - 1090 " ق.م)

بعد موت مرنبتاح سادت البلاد فرضى عدة سنوات بسبب النزاع الداخلي على الحكم حتى حسم هذا النزاع الفرعون ست ناختي الذي استطاع أن يسيطر على البلاد ولكن حكمه لم يدم طويلا فجاء إبنه بعده رمسيس الثالث الذي كان أكثر منه قوة وشجاعة ولذلك أسس الأسرة العشرون.
انعامات رمسيس الثالث لمعبد أتريب: جاء في " بردية هاريس" أن الأعمال والإنعامات والهبات التي منحها رمسيس الثالث لمعبد حورس بمدينة أتريب قد جاء ذكرها بدون أرقام وفقا للنص التالي: (منحت إنعامات عديدة من الماشية المقدسة إلى الأب الإله " حورس- خنتى- ختى)إله أتريب وأصلحت جدران معبده وجددته فأصبح مصقولا وضاعفت القرابين الإلهيه فجعلتها قربانا يوميا أمام وجهه كل صباح.... وفي النهاية اختتم رمسيس الثالث النص بإيضاح التعديل الذي أدخله لإدارة المعبد ضد المفسدين وعزل الوزير الذي أساء للمعبد كما يلي: (وكنت أراقب الدخلاء فخلعت الوزير الذي أفسد كل شيء واستوليت على كل أتباعه واعدت الأهالي الذين قد طردهم من الخدمة وبذلك أصبح المعبد كالمعابد العظيمة محميا من السوء ومحفوظا إلى الأبد.
- الأسرة الرابعة والعشرون (722 - 712 " ق.م)

بعد انتهاء حكم رمسيس الثالث بدأت عوامل الضعف والإضمحلال تدب في البلاد فقد حكمها في فترة قصيرة تسع ملوك جميعهم من الرعامسة وكان آخرهم رمسيس الثاني عشر وبذلك انتهت الأسرة العشرون وانتهى حكم الرعامسة للبلاد.
وفي تلك الأوقات ظهرت في بلاد النوبة مملكة قوية منظمة واتخذت عاصمة لها مدينة «نابتا» بالقرب من مدينة«مروى» الحالية وبدا في عهد ملكها «بعنخي» الزحف على مصر من الجنوب واستولى على طيبة ومنف وعين شمس وأصبح على مشارف الدلتا.
وصول الملك بعنخي إلى أتريب: وبدا بعنخي الزحف شمالا ليستولي على الدلتا حيث يمكن الأمراء الذين يحكمون شمال البلاد وكان أول اتجاهه هو مدينة أتريب عاصمة المقاطعة العاشرة وفيها أميرها القوي بدى أزيس ولما أحس أمراء الولايات باقتراب نهاية ملكهم وأن محاربة هذا الملك فيها القضاء عليهم استقر بهم الرأي بإن يجتمعوا في أتريب لدى حاكمها ليقدمو لهذا الملك فروض الطاعة عند دخوله أتريب.
معاهدة أتريب: قبل الملك أن يزور أتريب وأن يتم فيها مراسم المعاهدة بينه وبين حكام أتريب والوجه البحري وكان أول ما زاره فيها معبد الإله «حورس - خنتى - ختى» وقدم له قربانا ثم اتجه إلى مقر الحكم في أتريب حيث كان في استقباله ملوك وأمراء الدلتا وعلى رأسهم الملك اوسركون وخروا جميعهم أمامه ساجديين.
- الأسرة الخامسة والعشرون (712 - 654 ق.م)

بعد الاتفاق الذي تم في أتريب عاد الملك بعنخي إلى عاصمة بلاده نابتا ولكن سرعان ما تمرد عليه أمير سايس في غرب الدلتا وتبعه غيره من أمراء الدلتا وسرعان ما تفككت البلاد مرة أخرى ولا سيما بعد موت بعنخي.
ثم جاء الملك شباكا الذي تولى ملك بلاده خلفا لأخيه بعنخي وبسط سلطانه على مصر ثم قام بأعمال عظيمة نحو المعابد المختلفة وقد عثر له في أتريب على قطعه أثرية عليها اسم التتويج له مما يدل بأن أعماله قد وصلت إلى هذه المنطقة.
إلا أنه بدأ يظهر في شرق البلاد قوة جديدة هم الاشورين الذين سرعان ما استولوا على بلاد الشام وهددوا البلاد من جهة الشرق ولكن بسبب حكمة شباكا لم تحدث مواجهة معهم في عهده وإنما حدثت المواجهة بعد موته بين طهراقه ابن بعنخي وبين الآشورين ثم استكملهما بعد موته تانوب أمون ابن أخيه الذي خاض معارك كثيرة معهم بقيادة قائدهم آشوربانيبال الذي انتصر في بعضها وانهزم في الأخرى وانتهت الحروب بعودة تانون آمون إلى عاصمة بلاده تاركا الآشورين يعيثون في البلاد فسادا ونهبا وقد سهل لهم مهمتهم حاكم سايس وقد كافأه آشور على ذلك بأن نصب إبنه إبسماتيك الأول حاكما على أتريب حوالي عام 663 ق.م بل وأن تصبح المقاطعة بأكملها إقطاعية له يتحكم فيها كيف يشاء.
وقد وردت هذه الأحداث باللغة الهيروغليفية على لوحة تانوب آمون
المسماة «لوحة الأحلام» المعروض بالدور الأرضي من المتحف المصري.
- الأسرة السادسة والعشرون

ولكن بسماتيك حاكم أتريب كانت قد أسندت إليه أيضا إمارتي سايس ومنف ومن ثم أصبح ذا نفوذ كبير ولا سيما بعد موت أبيه أمير سايس وقد سنحت له فرصة انشغال الآشوريين بالحرب مع بابل فانتهز هذه الفرصة وطردهم من البلاد ونصب نفسه فرعونا على مصر شمالها وجنوبها وبذلك اعتبره المؤرخين مؤسسا للأسرة السادسة والعشرون وعرف باسم إبسماتيك الأول.
وواقع الأمر أن مصر عاشت في عهدة عصرا زهيا لم تعشه منذ عدة قرون وقد اعتبر المؤرخون أن مجد مصر القديم وعلو شانها وحضاراتها قد عاد مرة أخرى مع بداية هذه الأسرة، ولقد حكم إبسماتيك الأول البلاد من عاصمة ملكه سايس بالوجه البحري وكانت مدة حكمه 54 سنة.
أما إبنه نخاو فقد حكم البلاد لمدة 15 سنه فقط ثم جاء بعده بسماتيك الثاني ابن نخاو الذي كان له مع مدينة أتريب ارتباط قوي أكده الكشف التالي:
الملكة تاخوت زوجة بسماتيك الثاني في أتريب: أن الصدفة وحدها كانت السبب الأساسي في هذا الكشف ففي عام 1949م عثر بعض الفلاحين من أتريب على تابوت من الجرانيت أثناء عملهم في إصلاح قطعة أرض كانت جزءا من تل أتريب وقد تبين من المعاينة أن على التابوت اسم الملكة تاخوت إحدى ملكات الأسرة السادسة والعشرون وبالرغم من أنه لم يتبين للوهلة الأولى أن صاحبة المومياء هي زوجة بسماتيك الثاني إلا أن ذلك قد تأكد فيما بعد من مقارنة ذلك بالتابوت الذي كان قد عثر عليه في معبد الرمسيوم بطيبة لابنته وتدعى عنخس نفر أن رع ومدون عليه صيغ مكتوبة تؤكد نسبها لأبيها الفرعون بسماتيك الثاني وإلى والدتها الملكة تاخوت.
أما الصيغة المكتوبة على تابوت الملكة تاخوت والذي عثر عليه في أتريب فهذا نصه:
«قر بأن يقدمه الملك لاوزير أول أهل الغرب وللإله العظيم رب القوة ليعطي قربانا من البخور والعطور كل شيء جميل مما يعيش منه الإله إلى روح الأميرة الوراثية والسميرة الوحيدة يسده اللطف والحلاوة والحب والزوجة المليكه تاخوت».
أما داخل التابوت فكانت مومياء الملكة مسجاة فيه وكاملة التحنيط كما كان عليها مجموعة من الحلي الجنائزي والتقليدي، وقد أودع التابوت بمحتوياته في المتحف المصري
الملك أحمس الثاني (570 - 526 ق.م) جاء بعد بسماتيك الثاني ابنه الملك ابريس الذي كتر على اعتماده في الجيش على الأجانب فزاد نفوذهم ولا غرابة في ذلك أنه نفسه كان من سلالة أجنبية ولكن رجلا من عامة الشعب كان يشغل وظيفة رئيس الجيش اسمه أمازيس استطاع أن ينهي حكم أبريس ونصب نفسه ملكا على البلاد واستمر حكمه 44 سنه.
ولقد نهضت البلاد في عصره نهضة عظيمة فكثر رخاؤها ونماؤها وقد اهتم بتشييد المباني الفخمة والمعابد المختلفة، وإلى عهده ترجع بعض الآثار فقد وجدت في أتريب مائدة من الجرانيت تقدم عليها القرابين للآلهه وهي من عهده ومذكور عليها اسمه وبالمثل وجد خاتم يحمل اسمه وهو من مقتنيات متحف إشموليان بإنجلترا وعلى أن أهم ما وجد هو ناووس صنعه الملك خصيصا لمعبد أتريب.
ناووس معبد أتريب: يطلق بعض الأثريون لفظ ناووس على محراب عميق مسقوف يوضع فيه تمثال للإله في المعبد وعادة يتكون من قطعة حجرية أو جرانيتية واحدة تختلف أبعادها باختلاف الاهتمام والمقدرة اللازمة لصنعها ولم يكن يسمح لأحد بالدخول إلى الناووس إلا لكبار رجال الدين فقد كان للناووس باب يغلق على تمثال للإله ويوضع في قدس الأقداس بالمعبد.
الناووس الأول: يوجد هذا الناووس في متحف اللوفر بباريس وهو قطعة واحدة من الجرانيت وقد عثر عليه في البحر بالإسكندرية وواضح نقوشه أنه كان مقاما بمعبد أتريب لعبادة الإله «حورس خنتى ختى» وكان الناووس مهدى من الملك أمازيس للإله أوزوريس وإلى إبنه حورس.
الناووس الثاني: يومجد هذا الناووس في المتحف المصري وقد عثر عليه عام 1907 ولم يتبق منه إلا سقفه، ويتبين من صورة السقف ضخامة الناووس ودقة صنعه فهو من الجرانيت المحبب ومهدى من الملك أمازيس إلى الإله «كم - رو» (الثور الأسود) وقد نقش على الجدار الخارجي من اليمين سطر أفقى جاء فيه: يعيش حورس ملك الوجة القبلي والبحري وقد صنعه بمثابة ذكرى لولده (كم - رو) الإله الأعظم.
كنز أتريب: أطلق الأثريون التعبير «كنز أتريب» على الكشف الذي تم مصادفة في تل أتريب يوم 27 سبتمبر 1927م عندكا كان بعض المزارعين يستصلحون بعض الأراضي التل، وقد أطلقوا هذه التسمية بسبب ضخامة كمية الفضة التي تحتويها انيتان من الفخار وبلغ وزنها حوالي 50 كجم.

## أتريب في العصر البطلمي الروماني
أن نصيب أتريب من نتاج الاكتشافات الأثرية عن العصر الفرعوني يفوق كثيرا نصيبها عن العصر البطلمي الروماني وقد يكون سبب ذلك للوهلة الأولى هو طول المدة التي عاشتها أتريب في العصر الأول حيث بلغت 2290 سنة أي من الأسرة الرابعة إلى العصر البطلمي (2613 - 322 ق.م) مقابل حوالي 960 سنة أي من العصر البطلمي إلى العصر الإسلامي (322 ق.م - 640 م) في العصر الثني أو قد يكون سبب ذلك نوعية حكام العصر الأول المعروفيين بانتمائهم المصرية لأهل مصر ولتراب مصر فهم أهلها ومن أهلها باستثناء قله دخيلة وذلك مقابل نوعية حكام العصر الثاني فقد كانو غرباء عن مصر أما من اليونانيين أو من الرومان وجميعهم كانوا ينظرون إلى مصر وإلى أهلها نظرة المستعمر المستغل الذي كان يركز نشاطه على تعمير البلاد بالقدر الذي يعود عليه بالنفع وأخذ خيراتها.
ورغم قلة عدد الاكتشافات الأثرية عن الفترة الثانية إلا أن ما تم كشفه منها يعكس بوضوح طبيعه الحياة الاجتماعية والاقتصادية والسياسية في مصر وانعكاساتها على الحياة في مدينة أتريب
- أتريب تحت الحكم البطلمي (322 - 30 ق.م)

بدأ الحكم البطلمي لمصر بعد حوالي عشر سنوات من فتح الإسكندر الأكبر لمصر عام 332 ق.م إذ أنه بعد وفاة الإسكندر في بابل عام 323 ق.م انقسمت الإمبراطورية على نفسها فاستقل بطليموس أحد قواده بحكم مصر عام 322 ق.م وبهذا بدأ حكم البطالسة للبلاد من العاصمة الجديدة الإسكندرية إبتداء من بطليموس الأول إلى الملكة كليوباترا لقد حكم بطليموس الأول مصر قرابة أربعين عاما وضع خلالها الأسس الكفيلة باستمرار حكم أسرته من بعده واستغلال خيرات البلاد بما يعود عليهم وعلى أتباعه اليونانين والأجانب بالاستمرار والنفع.
وفي أوائل حكم بطليموس ظهر في مدينة أتريب شخصية دينية ذات نفوذ قوي مستمده من قوة بطليموس حاكم البلاد اسم هذه الشخصية «زد هير»
زد هير الملقب بالنقذ: أن جميع المعلومات عن هذه الشخصية مستمدة من تمثال له عثر عليه في سبتمبر سنة 1918 بالقرب من جبانة الأقباط بقرية أتريب وهو من الجرانيت الأسود دقيق الصنع وفي حالة ممتازة ويرجع إلى عصر بطليموس الأول ويتكون التمثال من قطعتين منفصلتين الأولى وهي تمثال زد هير صاحب التمثال وهو جالس القرفصاء وواضع يديه معكوفتين على ركبته وقد لبس رداء منقوشا عليه وعلى كل مكان من جسمه كلمات هيروغليفية أما أمام ساقية فتوجد لوحه رأسية هي جزء من التمثال منحوت عليها رسم لإله أتريب «حورس خنتى ختى» وهو على صورة طفل واقف له ضفيرة من الشعر متدلية على صدره ويقف على تمساح.
أما القطعة الثانية فهي قاعدة التمثال ولكنها تختلف عن المعتاد في أن لها فجوة تثبت فيها التمثال بحيث تصبح معظم القاعدة أمام التمثال ومحفور بنها قنوات تنتهي بحوض بيضاوي الشكل ليستقر فيه الماء.
وقد فك رمز التمثال وشرحها العلامة عالم المصريات ميسو دارسي ويقول دارسي في بحثه بأن التمثال يعتبر قطعة فنية رائعة كما وأن ما كتب عليها من نصوص تعتبر إضافة جديدة لمعلوماتنا عن الديانة المصرية القديمة.
أما عن صاحب التمثال فهو لرجل من المدنيين قد صنع تمثالا لنفسه في زهو وغرور وخيلاء ولكنه يعود ويقول أنه صنعه بتكليف من الملك بطليموس الأول الذي كلفه أيضا بإنشاء معبد في أتريب إلى الجنوب من المعبد الأصلي.
ومن أحد نصوص التمثال:
«أنا المخلص لأوزيريس وسيد (آت - كميات) و (روساتي) المقدستين الواقعين جنوب أتريب وشمالها وأنا الحارس والمسؤل عن أبواب (حورس خنتى ختى) وكبير أتريب والمسئول عن الطيور المقدسة وعن تسجيل كل ما يخصها أنا زد هير المنقذ»
وأن جميع النصوص المسجلة على التمثال وقاعدته يتحدث فيها زد هير عن نفسه كما لو كان هو المتصرف الأول والأخير في شؤون مدينة أتريب وفي معبدها وقد ذكر أسماء عائلته وأيضا اسم المثال الذي صنع له التمثال.
وأخيرا فقد تبين أن هذا التمثال كان يستعمل في الطقوس الدينية وذلك لصب الماء فوقه واستخدام ما تجمع من الماء منه في الحوض للاستشفاء ولأخذ البركات من الآلهة عن طريق زد هير المنقذ.
بقايا مبنى محترق في أتريب: توصلت البعثة البولندية أثناء حفرياتها حول تل سيدي يوسف في أتريب والتي تمت في نوفمبر 1985 من العثور على بقايا مبنى شيد في القرن الثالث قبل الميلاد أي في العصر البطلمي وقد احترق من حوالي بداية القرن الأول قبل الميلاد.
وقد حددت البعثة مكان المبنى وما يحتويه من آثار باستخدام أسلوب التغير في المقاومة الكهربية لمكونات الأرض كما تمكنت من تحديد تاريخ الحريق وذلك بتطبيق نظرية الكربون المشع على المكونات الكربونية للقطع الخشبية المتفحمة.
أما عن محتويات المبنى فقد عثرت البعثة على بقايا تماثيل كثيرة للآلهه الإغريقية إفروديت مما اعتبرته البعثة مؤشرا على تأثر أتريب وقتئذ بالديانة الإغريقية وعثرت البعثة أيضا على الكثير من بقايا أدوات منزلية من الفخار والسيراميك المصنوع أو المستورد من جنوب إيطاليا ويرجع في هجمة القرنين الثاني والثالث قبل الميلاد وقد تأكد هذا الرأي أيضا بالعثور بين محتويات المبنى عملات معدنية ترجع إلى تلك الحقبة من التاريخ.
حق حماية اللاجئين لمعبد أتريب: بعد حوالي 200 سنة من حكم بطليموس الأول كانت النزاعات والضعف وسوء الإدارة هي سمة حكام مصر من البطالسة ولذلك ازداد تقربهم لأهالي البلاد عن طريق الكهنة ورجال الدين الذين يستطيعون السيطرة على الناس وقد طهر ذلك في السلطات الجديدة التي أعطيت لمعبد اتريب من بطليموس العاشر حوالي عام 95 ق.م.
وتقضي هذه السلطات بأن أعطى الملك لمعبد أتريب الحق في حماية الذين يلجؤون اليه وهي حماية فوق القانون تجعل اللاجئ إلى المعبد محصنا ضد أي أحكام صادرة ضده فلا يمكن تنفيذها مهما كانت هذه الأحكام بمجرد احتمائه في المعبد، وقد وردت النصوص هذا الحق لمعبد أتريب منقوشة على لوح حجري بثلاث لغات هي الهيروغليفية والديموقيطية واليونانية
- أتريب تحت الحكم الروماني (30 ق.م - 640 م)

كانت مصر في أواخر حكم البطالسة في أسوء أحوالها الاقتصادية والسياسية مهد ذلك لاحتلال الرومان مصر عام 30 ق.م وبدخول الرومان ركزو على الإصلاحات الداخلية مثل استصلاح الأراضي القابلة للزراعة مع تحسين وسائل الزراعة بشق الترع وتطهير القنوات وقد انعكس هذا بطبيعة الحال على مدينة أتريب نظرا لكونها عاصمة لأحد أقاليم مصر ولوجودها قى ملتقى عدة طرق داخل الرقعة الزراعية وهذا ما أثبتته بعثه ليفربول في حفرياتها ودراستها في تل أتريب خلال عام 1938 وهو كالآتي:
نظام لتوصيل مياه الشرب لمدينة أتريب: عثرت بعثة جامعة ليفربول على نظام متكامل وعلى مستوى عالي من الدقة لتوصيل مياه الشرب من النيل إلى مدينة أتريب فهو يتكون من مجموعة من القنوات المائية المسقوفة بالطوب الأحمر ومتصلة بعضها بالبعض بآبار صغيرة ومفتوحة لاستخراج الماء وتستعمل هذه الآبار في ذات الوقت كوصلات بين القنوات المتفرعة منها.
وقد لاحظت البعثة أن القنوات في حالة جيدة ولا زال أجزاء منها يعمل وكانت المقاييس للأجزاء التي تمت دراستها على الطبيعة هي عبارة عن جزء مسقوف طوله حوالي 18 مترا ويقع على عمق متر ونصف من سطح الأرض وكان سمك جدرانه 40 سم بارتفاع 180 سم.
الحياة الاجتماعية وكثافة السكان: لاحظت بعثة جامعة ليفربول ضخامة مخلفات الأواني الفخارية في أطلال أتريب بالإضافة إلى مجموعة من التماثيل والجعارين ومسارج الإضاءة السليمة كما عثرت على عدد كبير من المقابر الرومانية المعروفة بأسقفها المقببة هذا يدل على أن هذه المدينة كانت زاخرة بالسكان آنذاك.
ولقد أكد الدكتور كارول مسليفيك رئيس البعثة البولندية أن المراجع الأثرية الصادرة في إيطاليا عن تاريخ الإمبراطورية الرومانية تذكر مدينة أتريب في دلتا نهر النيل على أنها كانت واحدة من أربع مدن كبيرة من دول شرق البحر المتوسط تعتمد عليها في تزويدها بالمنتجات المختلفة.
ولقد كان سكان مدينة أتريب مكونين من طبقتين هما الأجانب والمصرين.
قوس النصر: عند قيام بعثة جامعة ليفربول بعمل حفرياتها في تل أتريب عام 1938 عثرت على جزء من قوس النصر على شكل بوابة مربعة رومانية الطراز يرجع تاريخها إلى عام 374 ميلادية وعليها إهداء مكتوب باللغة اليونانية إلى ثلاث من الأباطرة الرومان كما أضيفت إليهم اسم الحاكم الروماني لمصر وذكر اسم المهندس الذي قام بالعمل.
المعبد الروماني بأتريب: توصلت بعثة ليفربول أيضا من العثور على بقايا المعبد الروماني الذي كان مقاما في مدينة أتريب وقد حددت البعثة موقعه من دراسة بقايا أعمدة الرخام وبعض الأجزاء المتبقية ولكنها لم تستطيع مواصلة التنقيب نظراً لوقوع باقي المعبد تحت الطريق الجديد الممتدد من الرايح التوفيقي إلى كوبري بنها الجديد (وقتئذ) المقام على النيل.

## أتريب من الفتح الإسلامي إلى الحملة الفرنسية
- أتريب في الخطط التوفيقية

وصف مدينة أتريب: جاء في وصف أتريب نقلا عن إياس وابن كندي والمقريزي وما ورد في كتب الفرنج الآتي:
«أتريب من المدائن العظيمة على شاطئ النيل ويقال لها (أتريبس) طولها 12 ميلا وعرضها كذلك وكان لها إثنى عشر بابا وكان بها خليج تجري به مياه النيل تتفرع منه ترع صغيرة يحمل منها الماء للمساكن وكانت بيوتها في غاية الحسن وكان شارعها الأكبر عموديا على خط النيل وبه منتزه باهر وشارع أصغر منه عمودي عليه يخترقها جنوبا وشمالا».
أما عن معالمها العمرانية فقد ورد في الخطط الآتي:
«كان في أتريب دير للعذراء البتول يعرف بدير ماري مريم مقاما على شط النيل بالقرب من بنها وكان يقام لها عيد سنوي يوم الحادي عشر من بؤونه كما كان بنها كرسي أسقفية وداراً لإقامة الحكام في عاصمة الإقليم أتريب والتي كان يتبعها كثير من القرى التي بلغ مائة قرية وثمانية».
كما جاء في الخطط التوفيقيه أيضا نقلا عن المقريزي في رسالته عن قبائل العرب من يأتي:
«أن أتريب كانت من ضمن المدن التي استوطنها العرب وكان أهالي المدينة يحفرون في تلالها فإذا وجدوا بها رخاما أو أحجارا عملوا منها جيرا للبناء وعلى ذلك وجدو فيها أشياء كثيرة عتيقه بها آثار قبور مقببة تشبه قبور المسلمين».
قصة محاولة حرق أتريب: جاء في الخطط التوفيقية نقلا عن مؤرخي بطارقة الإسكندرية أنه لما علم الخليفة بأن جيوش الفرنسيس قد وصلوا إلى فارما شرقي البلاد وجه حملة من العساكر في المراكب إلى الجهات البحرية وأمرهم بحرق ما يجدونه نافعا للعدو من سفن ومؤن كما أرسل حمله أخرى عن طريق البر والتي كانت مهمتها أعاقه تقدم العدو وإحراق كل ما يجدونه نافعا لهم وقد نفذوا ما أمروا في المزارع والقرى والمدن التي في طريق مسارهم.
وعندما وصلوا إلى مدينة أتريب وهمو بإحراقها لهم ما سوف يرتكبونه من خطأ نظرا لما رأوه من حسن المدينة ونظامها وما فيها من مجار مائية عددها خمسه بخلاف الخليجان فامتنعوا عن تنفيذ مخططهم ونجت المدينة من الاختراق.
الطائر المقدس يعود إلى أتريب: قبل اعتناق المصرين للدين المسيحي كان لأتريب آلهها المفضل وهو حورس وكانت إحدى صوره طائر أبيض على شكل باشق ولذلك اعتبره أهل مقاطعة أتريب طائرا مقدسا فقاموا برعايته والقيام على خدمتة التي كان يتولاها كهنة معبد أتريب وخدمه.
وقد كانت له في جنوب اتريب حظيرة خاصة له اسمها (ات - كيمات) يتم فيها تفريخ سلالته والقيام على نظافته وتقديم الاطعمة له.
نعود إلى ما جاء في الخطط التوفيقية عمن سبقه فقد جاء بها أن حمامة بيضاء تأتي كل عام في تاريخ محدد أثناء الاحتفال بعيد القديسة مريم في أتريب وتدخل أحد الأديرة وتستقر على المذبح وتمكث في مكانها عدة أيام ثم تغادر ولا تعود إلا في ذات اليوم من العام القادم من التقويم القبطي.
ويعلق على هذا الحدث محرم كمال في كتابه «آثار حضارة الفراعنة في حياتنا الحالية» بأن ما يحدث إنما هو امتداد لما كان يحدث في أتريب من تقديس لهذا الطائر في الماضي فلقد كانت أتريب تعبد الإله حورس والذي كان يتمثل في هذا الطائر.
تدهور أوضاع أتريب: بالرغم من أن مدينة أتريب كانت في أوائل الفتح الإسلامي امتداد للنظام الروماني حيث كانت عاصمة لمنطقة إدارية واسعة إذ بها توصف في كتاب «وصف مصر» للحملة الفرنسية حوالي عام 1800 م أي بعد حوالي 1160 سنة من نهاية الحكم الروماني بإن أتريب قرية تابعة لمديرية الشرقية وأنها تقع على حافة تلال واسعة لقرية أثرية تحمل ذات الاسم كانت في الماضي إحدى المدن المقدسة في العصور القديمة وهكذا أصبحت قرية عادية تابعة لغيرها وبالتالي حظها النسيان.
أما متى حدث لها هذا الإهمال فقد جاء في القاموس الجغرافي للأستاذ محمد رمزي أن ذلك حدث في القرن السابع الهجري ابتداء من العصر المملوكي.

## أتريب في عهد أسرة محمد على باشا
أن التدهور الذي حدث لمدينة أتريب الفرعونية خلال عصري المماليك والحكم العثماني قد ظهرت معالمه في تناقص أراض تل أتريب فقد ورد في القاموس الجغرافي نقلا عن الانتصار والتحفة أن وحدة أتريب المالية كما وردت في دفاتر الأموال في الوثائق القديمة بلغت 758 فدانا وبعد ذلك ورد في الخطط التوفيقية أن مساحة هذه التلال فترة حكم محمد على باشا وأسرته حتى تاريخ صدور الخطط حوالي عام 1886 م حوالي 300 فدانا ثم تناقص هذا القدر فوصل في عام 1900 م إلى حوالي 200 فدان فقط حسبما ورد في القاموس الجغرافي.
وبالرغم من أن أتريب قد أصبحت إبان الحملة الفرنسية إحدى القرى التابعة لمدرية الشرقية إذا بالقرية التابعة لها وهي بنها قد انفصلت عنها هي الأخرى فقد جاء في كتاب وصف مصر للحملة الفرنسية أن بجوار أتريب قريتان تابعتان لمحافظة القليوبية إحداهما كفر بنها هو (أبو ذكري) والأخرى بنها العسل.
- عباس الأول وأتريب (1849 - 1854)

عندما تولى عباس الأول الحكم في عام 1849 م بنى له قصرا على النيل في بنها غريبي تل أتريب الأثري أما قرية أتريب فكانت تقع شرقي التل وعلى ذلك فقد كانت تلال أتريب تقع بين الغرب والقرية في الشرق.
كان عباس الأول معروفا بمزاجه المتقلب فلم يعجبه ما يسمعه من نزاعات في قرية أتريب والتي تمتد آثارها إلى طرقات التل وبين أطلاله الذي كان مأوى للمتنازعين فقرر نقل أهالي أتريب إلى مكان آخر يبعد عدة كيلومترات إلى الشرق وأسكن أهل القرية مكانا سُمي بذات الأول وهو أتريب بالقرب من قرية ميت السباع ولم يدم حكم عباس الأول طويلا فبعد حادث اغتياله في قصره ببنها بعدة سنوات إلتمس أهالي أتريب من الجهات الإدارية العودة إلى مواطنهم الأصلي أتريب فسمح لهم بذلك واستمرت هناك قريتان تحملان نفس الاسم ولذلك قرر من النواحي الإدارية إعادة تسميتها فسميت القرية الجديدة نصف أتريب الشرقية وسميت القرية الأصلية نصف أتريب الغربية أو تل أتريب.
- بنها وأتريب

وعلى العكس ما حدث لأتريب تحسن في أوضاع بنها التي لم تكون سوى قريتان صغيرتان هما كفر بنها وبنها العسل تابعتان لمديرية القليوبية وعاصمتها قليوب.
فأصدر عباس الأول قرارا عام 1850م بأن تصبح بنها عاصمة لمديرية القليوبية بدلا من قليوب وذلك حتى تأخذ وضعا إداريا أفضل ليتناسب مع وجود ملك البلاد في قصره ببنها وما يحتاجه من استقبالات وحفاوة وخدمات للقصر والحاشية واستمرت قرية تل أتريب الغربية تابعة لمديرية الشرقية حتى صدر قرار بنقل تبعيتها مع بعض القرى المجاورة لها إلى مديرية القليوبية وبذلك أصبحت قرية أتريب إحدى القرى التابعة لمدينة بنها.

## أتريب في العهد المعاصر
نحن الآن مع نهاية مدينة «حت حرى إب» الفرعونية أو أتريبس المصرية البطلمية الرومانية وهي كما يقول الأثريون مدفونة على أعماق مختلفة من سطح الأرض وذلك لأن طبيعة الأرض التي كانت هذه المدينة مقاما عليها مكونة من رواسب طمي نهر النيل وهي رواسب لينة ثقيلة سهلة الغوص في جوف الأرض وهو ما سبق أن أكدته الحفريات التي تمت فيها حيث عثر على آثارها على عمق يزيد عن مترين من سطح الأرض.
أما على سطح الأرض وفي مكانها فإن العمران قد اجتاح المنطقة من كل جانب فقد أنشئ طريق مصر إسكندرية الزراعي والذي شطر تلال تل أتريب إلى قسمين إحداهما في شمال الطريق والأخرى في جنوبه ولما نقل مقر محافظة القليوبية وأجهزته الإدارية والثقافية وغيرها إلى حيث كان عباس الأول وبدء العمران يتجه تدريجيا إلى مساحات من تل أتريب فأنشئ الإستاد الرياضي وأنشئت المستشفيات ومباني جامعة بنها وكثير من الإنشاءات السكنية بحيث لم تمض سنوات قليلة حتى انتهت معالم المدينة الأثرية تماما ولم يبقى منها سوى المنطقة الأثرية في كفر السرايا بجوار أتريب وثلاث تلال صغيرة أكبرها يستخدم جبانة للمسلمين أما الآخران فيعرفان باسم تل سيدي يوسف والآخر تل سيدي نصر.